# Júlio Sérgio Bertagnoli
Júlio Sérgio Bertagnoli (* 2. November 1978 in Ribeirão Preto) ist ein brasilianischer ehemaliger Fußballtorhüter. Er ist 1,87 m groß.

## Karriere
Die Fußballprofikarriere begann für Bertagnoli beim brasilianischen Fußballverein FC Santos in der Spielzeit 2002. Mit dem Verein nahm Bertagnoli bis 2005 an den nationalen Ligaspielen der Campeonato Brasileiro de Futebol teil. Im Januar 2006 erfolgte ein kurzfristiger Wechsel zum brasilianischen Fußballverein EC Juventude. Der italienische Fußballverein AS Rom wurde auf Bertagnoli aufmerksam und verpflichtete ihn im Juli 2006. Er bestreitet neben Bogdan Lobonț für den AS Rom als Torhüter Ligaspiele in der Serie A.
Am 28. Juli 2011 wurde bekannt gegeben, dass Bertagnoli zu US Lecce ausgeliehen wird, da er beim AS Rom nicht als dritter Torwart fungieren wollte. Nach Beendigung der Saison 2011/12 kehrte der Spieler zu Roma zurück. Im Dezember 2013 stimmte er einer Auflösung seines Vertrages zu, welcher noch eine Laufzeit bis Juni 2014 hatte. Bertagnoli kehrte in seine Heimat zurück. Hier unterzeichnete er einen Kontrakt beim unterklassigen Comercial FC. Mit dem Klub trat er noch in der Staatsmeisterschaft von São Paulo an und beendete danach seine aktive Laufbahn.
Ab 2015 nahm Bertagnoli seine Tätigkeit als Trainer auf. Seine erste Stadion wurde der CRA Catalano. Bei dem unterklassigen Klub blieb er bis 2016. Es schlossen sich weitere Engagements in unterklassigen Klubs an. Seine höchklassige Anstellung war 2021 beim Coritiba FC als Co-Trainer. Mit dem Klub schaffte er in der Série B 2021 als Dritter den Aufstieg in die Série A 2022. Diesen machste er allerdings nicht mit. Diesen machte Bertagnoli allerdings nicht mit. Er verließ den Klub und ist seitdem ohne neue Anstellung.

## Erfolge
Santos
- Série A: 2002, 2004

AS Rom
- Coppa Italia: 2006/07, 2007/08